# Casalbuttano ed Uniti
Casalbuttano ed Uniti är en kommun i provinsen Cremona i regionen Lombardiet i Italien. Kommunen hade 3 810 invånare (2018).